# 마지막 잎새
《마지막 잎새》(영어: The Last Leaf)는 1905년 미국의 작가 O. 헨리가 발표한 단편 소설이다.

## 줄거리
뉴욕에 거주하던 여자 화가인 존시(Johnsy)는 폐렴으로 투병 생활을 하던 도중에 죽음을 눈앞에 두고 있었다. 의사는 이대로는 존시가 생존할 가능성은 거의 없을 것이라고 판단했다. 존시는 담장에 있는 담쟁이덩굴잎을 보면서 그 잎이 모두 떨어진다면 자신도 죽을 것이라고 생각했다.
아래층에 사는 원로 화가인 베어먼(Behrman)은 언젠가는 걸작을 그리겠다고 장담하면서도, 오랫동안 어떠한 그림도 남기지 않았으며 술을 마시고는 남을 비웃으면서 살았다. 존시는 잎이 떨어지면 죽는다는 소문을 들었지만 베어먼은 터무니없는 이야기라고 일축했다.
그날 밤새 심한 비바람이 불었고, 아침이 되었을 때 담쟁이 덩굴 잎은 마지막 한 장 뿐이었다. 그러나 그 다음날 아침에도, 심한 비바람이 불어쳤음에도 불구하고 마지막 한 장의 잎이 담장에 남아있는 것을 본 존시는 기력을 되찾게 된다.
마지막 남은 잎은 베어먼이 담장에 붓으로 정밀하게 그린 것이었다. 사다리를 타고 차가운 비바람을 맞고 밤을 새며 벽에 잎을 그린 베어먼은 2일 만에 폐렴으로 죽고 만다. 이 사실을 안 존시의 동료인 수(Sue)는 마지막 잎새가 베어먼이 생전에 언젠가 그리겠다고 말했던 걸작이라고 평가했다.